# Вара (волость)
Ва́ра (ест. Vara vald) — волость в Естонії, одиниця самоврядування в повіті Тартумаа з 11 липня 1991 по 23 жовтня 2017 року.

## Географічні дані
Площа волості — 333 км2, чисельність населення на 1 січня 2017 року становила 1821 особу.

## Населені пункти
Адміністративний центр — село Вара.
На території волості розташовувалися 28 сіл (küla):
Алайие (Alajõe), Ванауссайа (Vanaussaia), Вара (Vara), Вялґі (Välgi), Етте (Ätte), Карґая (Kargaja), Кауда (Kauda), Керессааре (Keressaare), Кооза (Koosa), Коозалаане (Koosalaane), Кусма (Kusma), Куусіку (Kuusiku), Матьяма (Matjama), Меома (Meoma), Метсаківі (Metsakivi), Мустаметса (Mustametsa), Папіару (Papiaru), Пидра (Põdra), Пилдмаа (Põldmaa), Пирґу (Põrgu), Пілпакюла (Pilpaküla), Прааґа (Praaga), Регеметса (Rehemetsa), Селґізе (Selgise), Соокалдузе (Sookalduse), Сярґла (Särgla), Тягемаа (Tähemaa), Унді (Undi).

## Історія
11 липня 1991 року Вараська сільська рада була перетворена у волость зі статусом самоврядування.
22 червня 2017 року Уряд Естонії постановою № 97 затвердив утворення нової адміністративної одиниці шляхом об'єднання територій волості Вара та самоврядувань зі складу повіту Тартумаа: міського муніципалітету Калласте, волостей Алатсківі й Пейпсіяере та волості Пала, що належала повіту Йиґевамаа. Новий муніципалітет отримав назву волость Пейпсіяере. Зміни в адміністративно-територіальному устрої, відповідно до постанови, мали набрати чинності з дня оголошення результатів виборів до волосної ради нового самоврядування.
15 жовтня 2017 року в Естонії відбулися вибори в органи місцевої влади. Утворення волості Пейпсіяере набуло чинності 23 жовтня 2017 року. Волость Вара вилучена з «Переліку адміністративних одиниць на території Естонії».